# Литл Фолс (Минесота)
Литл Фолс (енгл. Little Falls) град је у америчкој савезној држави Минесота.

## Демографија
По попису из 2010. године број становника је 8.343, што је 624 (8,1%) становника више него 2000. године.
| Група             | 2000.         | 2010.         |
| Белци             | 7.452 (96,5%) | 7.939 (95,2%) |
| Афроамериканци    | 38 (0,5%)     | 66 (0,8%)     |
| Азијати           | 40 (0,5%)     | 45 (0,5%)     |
| Хиспаноамериканци | 81 (1,0%)     | 116 (1,4%)    |
| Укупно            | 7.719         | 8.343         |